# Bầu cử tổng thống Hoa Kỳ 1888
Cuộc bầu cử tổng thống Hoa Kỳ năm 1888 là cuộc bầu cử tổng thống bốn năm một lần lần thứ 26, được tổ chức vào Thứ Ba, ngày 6 tháng 11 năm 1888. Ứng cử viên của Đảng Cộng hòa Benjamin Harrison, cựu Thượng nghị sĩ từ Indiana, đã đánh bại Tổng thống đương nhiệm của Đảng Dân chủ Grover Cleveland từ New York. Đây là cuộc bầu cử tổng thống thứ 3 trong số 5 cuộc bầu cử tổng thống Hoa Kỳ (và là cuộc bầu cử thứ 2 trong vòng 12 năm) mà người thắng cử thua phiếu phổ thông trên toàn quốc, điều này sẽ không xảy ra một lần nữa cho đến năm 2000.
Cleveland, tổng thống đầu tiên của Đảng Dân chủ kể từ Nội chiến Hoa Kỳ, được nhất trí tái đề cử tại Đại hội toàn quốc Đảng Dân chủ năm 1888. Harrison, cháu trai của cố Tổng thống William Henry Harrison, nổi lên cho vị trí ứng cử viên của Đảng Cộng hòa trong lần bỏ phiếu thứ 8 của Đại hội toàn quốc Đảng Cộng hòa năm 1888. Ông đã đánh bại các nhà lãnh đạo đảng nổi tiếng khác như Thượng nghị sĩ John Sherman và cựu Thống đốc Michigan Russell Alger. Đây là cuộc bầu cử đầu tiên kể từ năm 1840 mà Tổng thống đương nhiệm thất cử.
Chính sách thuế quan là vấn đề chính trong suốt cuộc bầu cử, trong khi Cleveland đã đề xuất giảm thuế đáng kể vì cho rằng thuế cao là không công bằng đối với người tiêu dùng thì Harrison lại đứng về phía các nhà máy công nghiệp và công nhân khi muốn giữ mức thuế cao. Sự phản đối của Cleveland đối với lương hưu cho cựu chiến binh trong Nội chiến cũng như tình trạng lạm phát tiền tệ đã làm phật lòng các binh và nông dân. Ngược lại, ông nhận được sự ủng hộ lớn từ các bang miền Nam và các bang vùng biên, đồng thời thu hút các cựu thành viên của phái Mugwumps trong Đảng Cộng hòa.
Cleveland dù thắng phiếu phổ thông, nhưng Harrison đã thắng cử với đa số phiếu Đại cử tri đoàn, đánh dấu lần duy nhất một Tổng thống đương nhiệm của 1 trong 2 đảng lớn thất cử trong nỗ lực tái tranh cử mặc dù giành được phiếu phổ thông. Harrison đã càn quét gần như toàn bộ các bang miền Bắc và Trung Tây, bao gồm cả các bang dao động như New York và Indiana. Đây là lần đầu tiên đảng Dân chủ giành được phiếu phổ thông liên tiếp kể từ năm 1856.

## Đề cử

### Đề cử của Đảng Cộng hòa
| Đề cử của Đảng Cộng hòa năm 1888             |                                    |
| Benjamin Harrison                            | Levi P. Morton                     |
| cho Tổng thống                               | cho Phó Tổng thống                 |
|                                              |                                    |
| Thượng nghị sĩ Hoa Kỳ từ Indiana (1881–1887) | Đại sứ Hoa Kỳ tại Pháp (1881–1885) |
|                                              |                                    |

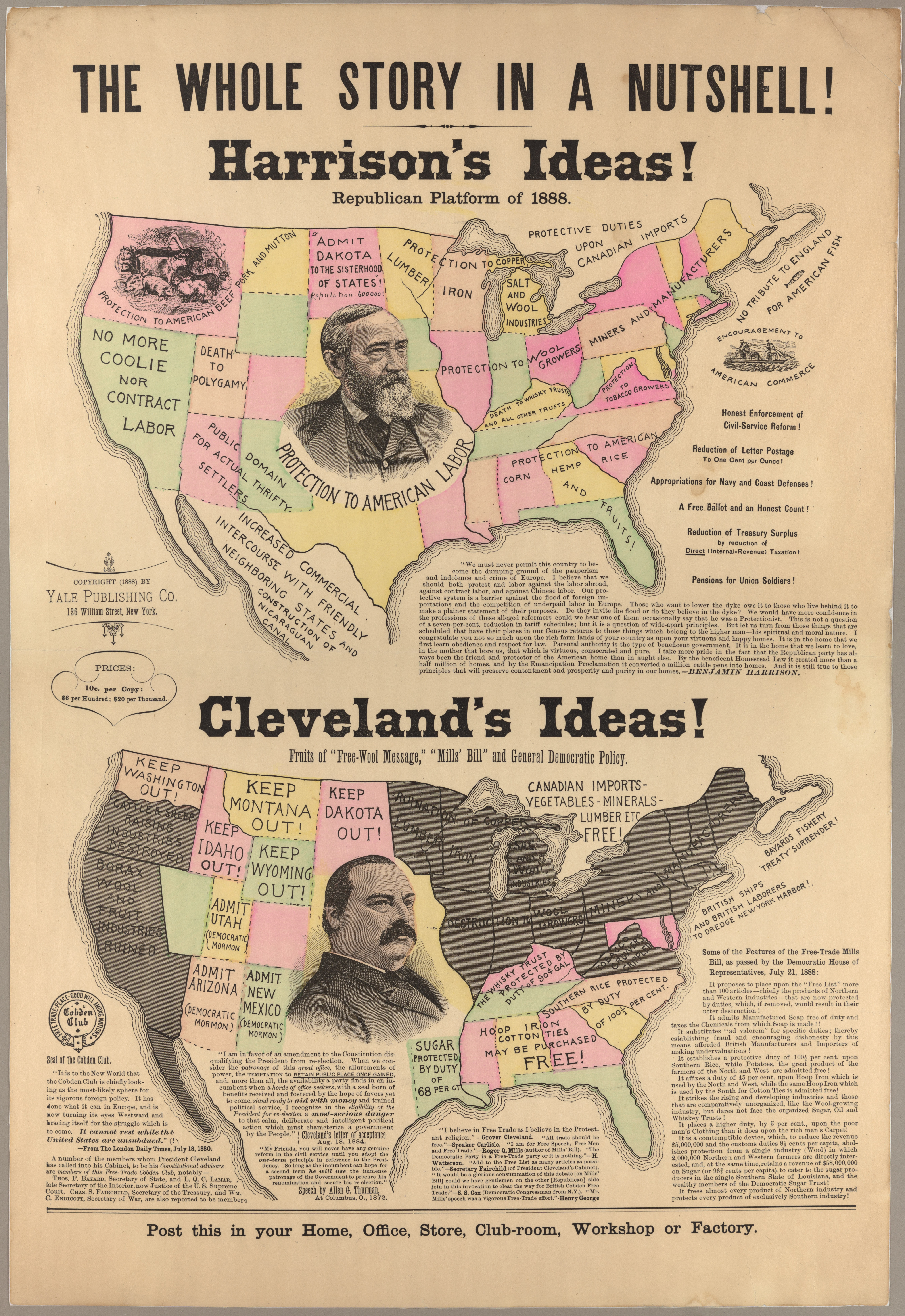
Áp phích tranh cử Tổng thống cho thấy chính sách thương mại của Grover Cleveland và Benjamin Harrison với mục đích làm nổi bật Harrison.

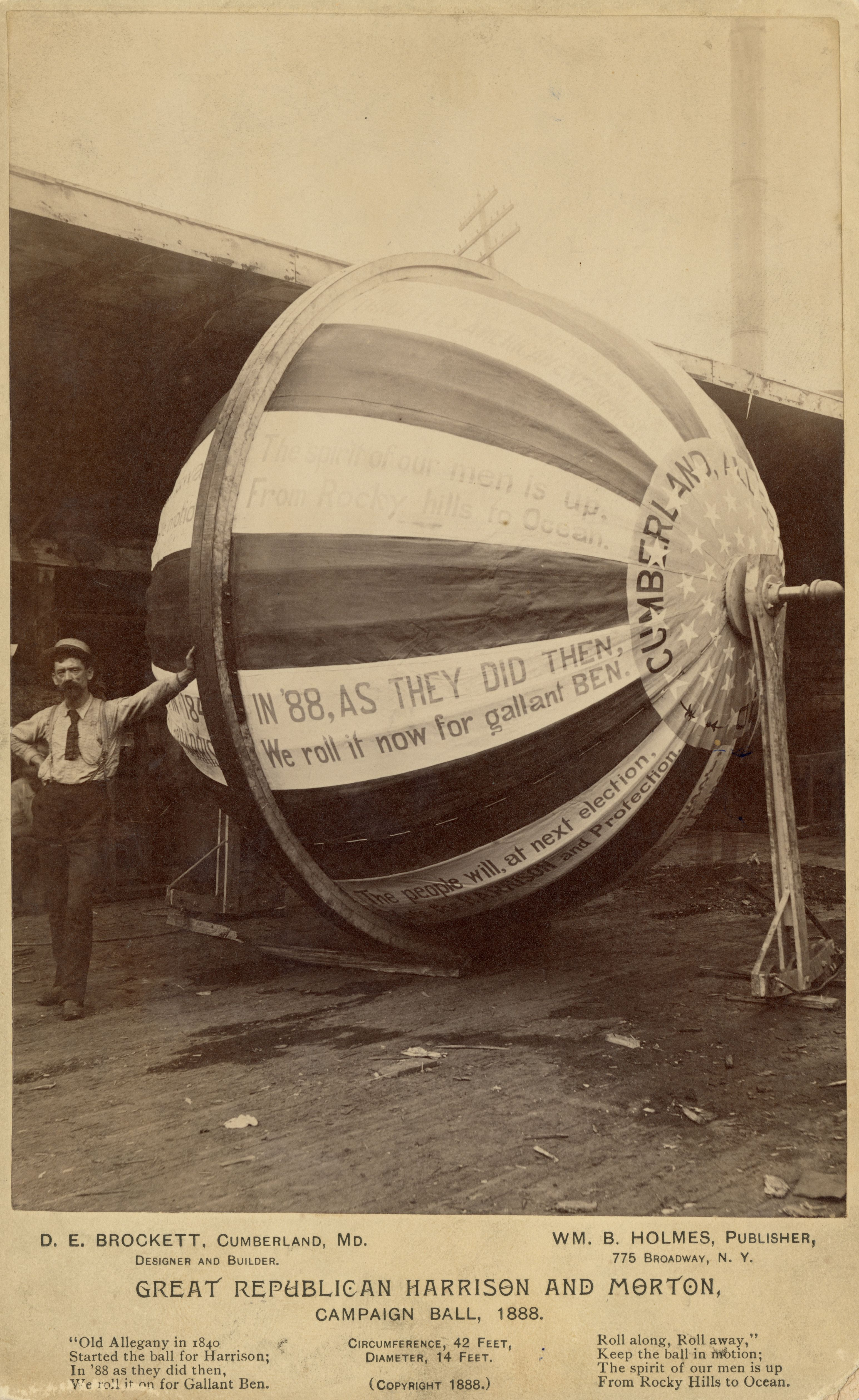
Người đàn ông dựa vào một quả bóng quảng bá chiến dịch của Harrison và Morton.

Các ứng cử viên của Đảng Cộng hòa bao gồm cựu Thượng nghị sĩ Benjamin Harrison từ Indiana; Thượng nghị sĩ John Sherman từ Ohio; Russell A. Alger, cựu thống đốc bang Michigan; Walter Q. Gresham từ Indiana, cựu Bộ trưởng Ngân khố; Thượng nghị sĩ William B. Allison từ Iowa; và Chauncey Depew từ New York,  Chủ tịch Đường sắt Trung tâm New York.
Vào thời điểm các đảng viên Cộng hòa họp mặt ở Chicago từ ngày 19 đến 25 tháng 6 năm 1888, người dẫn đầu lúc đó James G. Blaine đã rút lui vì ông tin rằng chỉ có một thỏa hiệp mới tạo ra được một ứng cử viên Đảng Cộng hòa đủ mạnh để đánh bại Tổng thống đương nhiệm Cleveland. Blaine nhận ra rằng ông sẽ khó được đề cử nếu không có những cuộc tranh đấu căng thẳng. Sau khi rút lui, Blaine ủng hộ cả Benjamin Harrison và John Sherman. Harrison được đề cử trong lần bỏ phiếu thứ 8.
Đảng Cộng hòa đã chọn Harrison vì quá khứ tham chiến của ông, sự nổi tiếng của ông ấy trong giới các cựu chiến binh, khả năng bày tỏ những cam kết của Đảng Cộng hòa và thực tế là ông ấy sống ở bang Indiana, một bang dao động quan trọng. Đảng Cộng hòa hy vọng sẽ giành được 15 phiếu đại cử tri từ Indiana, nơi Cleveland thắng trong cuộc bầu cử Tổng thống trước đó. Levi P. Morton, cựu Hạ nghị sĩ và đại sứ từ Thành phố New York, được đề cử làm Phó Tổng thống thay vì William Walter Phelps, đối thủ chính của ông.

### Đề cử của Đảng Dân chủ
| Đề cử của Đảng Dân chủ năm 1888      |                                           |
| Grover Cleveland                     | Allen G. Thurman                          |
| cho Tổng thống                       | cho Phó Tổng thống                        |
|                                      |                                           |
| Tổng thống Hoa Kỳ thứ 22 (1885–1889) | Thượng nghị sĩ Hoa Kỳ từ Ohio (1869–1881) |
| Chiến dịch                           |                                           |
|                                      |                                           |

Các ứng cử viên của Đảng Dân chủ:

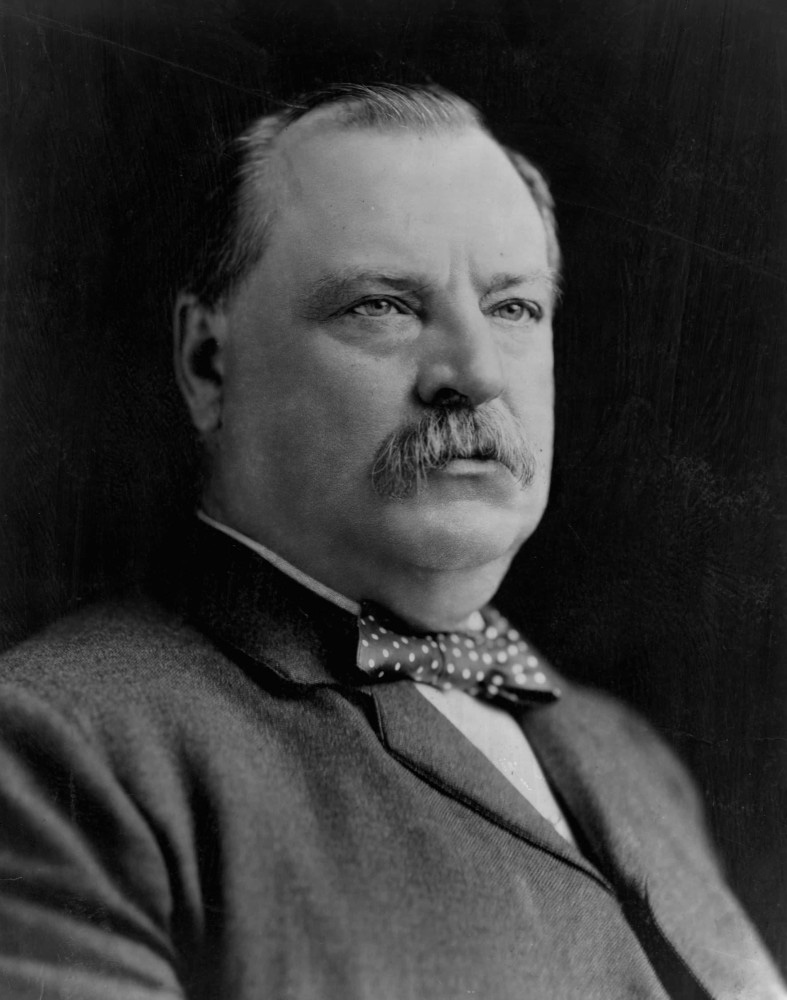
Tổng thống Grover Cleveland

Đại hội toàn quốc của đảng Dân chủ được tổ chức tại St. Louis, Missouri, từ ngày 5 đến 7 tháng 6 năm 1888, diễn ra thành công. Tổng thống đương nhiệm Cleveland đã được nhất trí tái đề cử mà không qua bất kỳ lần bỏ phiếu nào. Đây là lần đầu tiên một Tổng thống đương nhiệm của Đảng Dân chủ được tái đề cử kể từ Martin Van Buren vào năm 1840.
Sau khi Cleveland được tái đề cử, Đảng Dân chủ phải chọn người thay thế cho Thomas A. Hendricks. Hendricks đã tranh cử không thành công để được đề cử làm Phó Tổng thống năm 1876, nhưng đã giành được chức vụ này khi ông tái tranh cử với Cleveland vào năm 1884 . Tuy nhiên, Hendricks chỉ giữ chức vụ Phó Tổng thống trong vỏn vẹn 8 tháng cho đến khi ông qua đời vào ngày 25 tháng 11 năm 1885. Cựu Thượng nghị sĩ Allen G. Thurman từ Ohio đã được đề cử làm Phó Tổng thống thay vì Isaac P. Gray, đối thủ chính của ông và John C. Black, một đối thủ khác. Gray không được đề cử chủ yếu vì những người phản đối ông đã liên tục khui ra những hành động khi ông còn là đảng viên Đảng Cộng hòa.
Cương lĩnh của Đảng Dân chủ phần lớn chỉ giới hạn trong việc bảo vệ chính quyền Cleveland, ủng hộ việc giảm thuế cũng như kết nạp thêm các lãnh thổ ở miền Tây.
| Phiếu bầu ứng cử viên Tổng thống |          |
| Lần bỏ phiếu                     | Nhất trí |
| Grover Cleveland                 | 822      |

| Phiếu bầu ứng cử viên Phó Tổng thống |     |        |
| Lần bỏ phiếu                         | 1   | Bế mạc |
| Allen G. Thurman                     | 684 | 822    |
| Isaac P. Gray                        | 101 |        |
| John C. Black                        | 36  |        |
| Trắng                                | 1   |        |

### Đề cử của Đảng Cấm rượu
| Đề cử của Đảng Cấm rượu năm 1888 |                    |
| Clinton B. Fisk                  | John A. Brooks     |
| cho Tổng thống                   | cho Phó Tổng thống |
|                                  |                    |
| Chuẩn tướng từ New Jersey        | Mục sư từ Missouri |
| Chiến dịch                       |                    |
|                                  |                    |

Đại hội toàn quốc của Đảng Cấm rượu được tổ chức tại Hội trường Tomlinson ở Indianapolis, Indiana. Có 1.029 đại biểu từ 35 bang.
Clinton B. Fisk đã được nhất trí đề cử làm Tổng thống. John A. Brooks được đề cử làm Phó Tổng thống.

### Đề cử của Đảng Công đoàn Lao động
| Đề cử của Đảng Công đoàn Lao động năm 1888 |                           |
| Alson Streeter                             | Charles E. Cunningham     |
| cho Tổng thống                             | cho Phó Tổng thống        |
|                                            |                           |
| Thượng nghị sĩ Tiểu bang từ Illinois       | Nhà hoạt động từ Arkansas |
| Chiến dịch                                 |                           |
|                                            |                           |

Đại hội toàn quốc của Đảng Công đoàn Lao động được tổ chức tại Cincinnati, Ohio. Đảng Công đoàn Lao động được thành lập vào năm 1887 tại Cincinnati.
Đại hội đã nhất trí đề cử Alson Streeter làm Tổng thống. Ông ấy được ủng hộ nhiều đến mức giành được đề cử mà không cần bỏ phiếu. Samuel Evans được đề cử làm Phó Tổng thống nhưng đã từ chối ứng cử. Charles E. Cunningham sau đó được chọn làm ứng cử viên Phó Tổng thống.
Đảng Công đoàn Lao động đã nhận được gần 150.000 phiếu phổ thông, nhưng không nhận được sự ủng hộ rộng rãi trên toàn quốc. Tuy nhiên, đảng đã thắng được 2 quận.

### Đề cử của Đảng Lao động Thống nhất
Đại hội của Đảng Lao động Thống nhất đã đề cử Robert H. Cowdrey làm Tổng thống trong lần bỏ phiếu đầu tiên. WHT Wakefield của Kansas đã được đề cử làm Phó Tổng thống thay cho Victor H. Wilder từ New York sau lần bỏ phiếu với tỷ số 50–12.

### Đề cử của Đảng Đồng bạc xanh
Đảng Đồng bạc xanh đã dần suy tàn trong thời gian chính quyền Cleveland. Trong cuộc bầu cử năm 1884, đảng này đã không giành được bất kỳ ghế nào trong Hạ viện, mặc dù họ đã giành được 1 ghế trong liên minh cùng với Đảng Dân chủ (James B. Weaver) và một số ghế khác bằng cách ủng hộ các ứng cử viên Đảng Dân chủ. Trong cuộc bầu cử năm 1886, chỉ có 20 ứng cử viên Đồng bạc xanh tham gia tranh cử vào Hạ viện, cùng 6 người khác tranh cử qua các liên minh với Đảng Dân chủ. Trong đó, Weaver là người duy nhất thắng cử. Phần lớn tin tức về Đảng Đồng bạc xanh vào đầu năm 1888 là ở Michigan, nơi đảng này vẫn hoạt động.
Vào đầu năm 1888, vẫn không rõ liệu Đảng Đồng bạc xanh có tổ chức một đại hội toàn quốc hay không. Sau cùng, Đại hội toàn quốc của Đảng Đồng bạc xanh được tổ chức tại Cincinnati vào ngày 16 tháng 5 năm 1888. Rất ít đại biểu tham dự nên không có bất kỳ hoạt động nào trong suốt đại hội. Vào ngày 16 tháng 8 năm 1888, George O. Jones, chủ tịch ủy ban toàn quốc của đảng, triệu tập kỳ họp thứ 2 của đại hội toàn quốc. Kỳ họp thứ 2 của đại hội toàn quốc họp tại Cincinnati vào ngày 12 tháng 9 năm 1888. Chỉ có 7 đại biểu tham dự. Chủ tịch Jones chỉ đưa ra một bài phát biểu chỉ trích 2 đảng lớn và các đại biểu không đề cử bất kỳ ai tranh cử.
Sau thất bại của đại hội, Đảng Đồng bạc xanh sụp đổ.

### Đề cử của Đảng Hoa Kỳ
Đảng Hoa Kỳ đã tổ chức Đại hội toàn quốc cuối cùng tại Hội trường Grand Army ở Washington, DC. Đây là một đảng Chống Hội Tam điểm hoạt động dưới nhiều tên khác nhau ở các bang miền Bắc.
Đại hội có 126 đại biểu; trong số đó có 65 người từ New York và 15 người từ California. Các đại biểu từ các bang khác chỉ tham gia đại hội khi có vẻ như New York và California có ý định bỏ phiếu cùng nhau về mọi vấn đề và kiểm soát đại hội. Vào thời điểm cuộc bầu cử tổng thống bắt đầu, chỉ có 64 đại biểu có mặt.
Hội nghị đã đề cử James L. Curtis từ New York làm Tổng thống và James R. Greer từ Tennessee làm Phó Tổng thống. Greer từ chối tranh cử, vì vậy, Peter D. Wigginton từ California đã được chọn làm người thay thế ông.
| Phiếu bầu ứng cử viên Tổng thống |    |
| Lần bỏ phiếu                     | 1  |
| James L. Curtis                  | 45 |
| Abram S. Hewitt                  | 15 |
| James S. Negley                  | 4  |

### Đề cử của Đảng Quyền Bình đẳng
Đại hội toàn quốc của Đảng Quyền Bình đẳng được tổ chức tại Des Moines, Iowa. Tại đại hội, các lá phiếu qua thư đã được kiểm. Các đại biểu đã bỏ 310 trong số 350 phiếu bầu của họ cho liên danh sau: Belva A. Lockwood cho vị trí Tổng thống và Alfred H. Love cho vị trí Phó Tổng thống. Love đã từ chối ứng cử và được thay thế bằng Charles S. Welles từ New York.

### Đề cử của Đảng Cải cách Công nghiệp
Đại hội toàn quốc của Đảng Cải cách Công nghiệp được triệu tập tại Hội trường Grand Army, Washington, DC. Có 49 đại biểu có mặt. Albert Redstone đã giành được sự ủng hộ của một số nhà lãnh đạo của Đảng Đồng bạc xanh đang chuẩn bị sụp đổ. Ông ấy nói với Montgomery Advertiser rằng ông ấy hy vọng sẽ thắng một số tiểu bang, bao gồm Alabama, New York, North Carolina, Arkansas, Pennsylvania, Illinois, Iowa và Missouri.

## Tổng tuyển cử

### Chiến dịch

#### Vấn đề

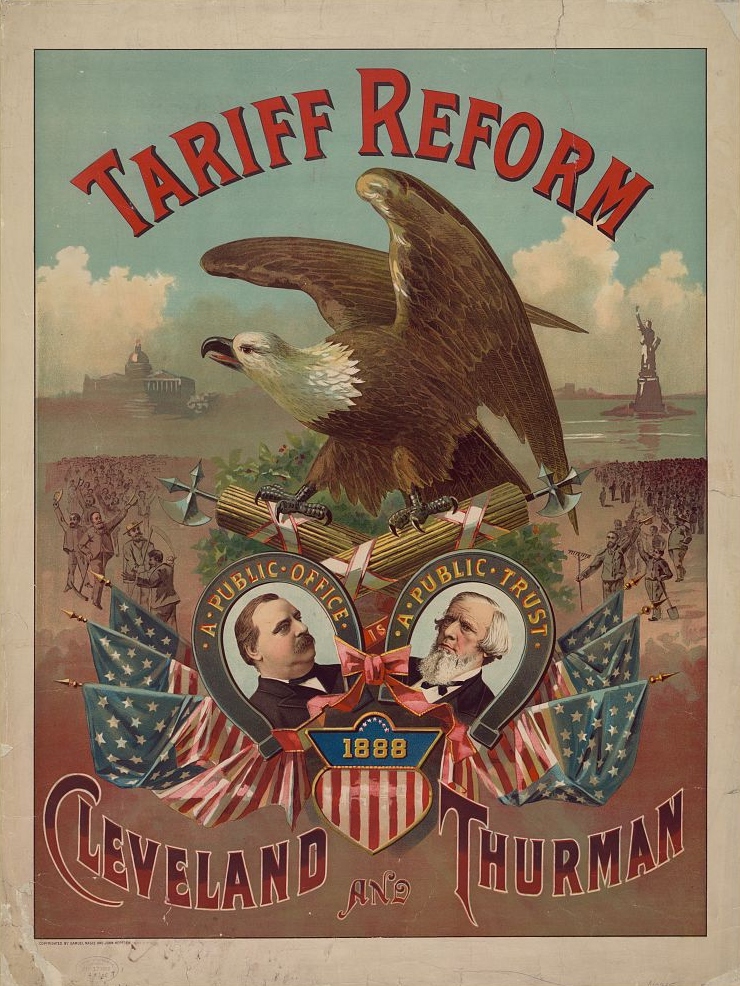
Cải cách thuế quan là vấn đề chính của cuộc bầu cử.

Cleveland đã tạo ra vấn đề chính trong suốt cuộc bầu cử khi ông đề xuất giảm mạnh thuế quan trong Thông điệp Liên bang vào tháng 12 năm 1887. Trong khi Cleveland cho rằng mức thuế cao là không  cần thiết thì Đảng Cộng hòa lại cho rằng mức thuế cao sẽ bảo vệ ngành công nghiệp Mỹ khỏi sự cạnh tranh của nước ngoài và đảm bảo mức lương cao, lợi nhuận cao và tăng trưởng kinh tế cao.
Tranh cãi giữa những người theo chủ nghĩa bảo hộ mậu dịch và thương nhân tự do về mức thuế là một tranh luận không còn mới, bắt nguồn từ Biểu thuế năm 1816. Trên thực tế, thuế quan không liên quan tới các sản phẩm công nghiệp, vì Hoa Kỳ là nhà sản xuất chi phí thấp trong hầu hết các lĩnh vực (ngoại trừ len) và giá của chúng không thể đắt hơn hàng từ châu Âu. Tuy nhiên, vấn đề thuế quan đã trở thành mối bận tâm hàng đầu cho cả 2 đảng.
Bên cạnh các khía cạnh kinh tế, vấn đề thuế quan cũng có liên quan một chút tới khía cạnh dân tộc. Vào thời điểm đó, chính sách thương mại tự do được Đế quốc Anh thúc đẩy mạnh mẽ nhất, và do đó, bất kỳ ứng cử viên nào ủng hộ thương mại tự do đều bị gán là thân Anh và chống Ireland, điều này sẽ làm phật lòng cử tri người Mỹ gốc Ireland. Cleveland, dù ủng hộ thương mại tự do, đã vô hiệu hóa mối đe dọa bằng cách gia tăng trừng phạt lên Canada (quốc gia tự trị thuộc Đế quốc Anh) vì tranh chấp về quyền đánh bắt cá.
Harrison được các nhà hoạt động trong đảng tài trợ nhiều tiền và tiến hành một chiến dịch rất sôi nổi khi có nhiều bài phát biểu "từ hiên nhà" (thời điểm đó, các ứng cử viên hầu như không ra mặt vận động tranh cử, mà chỉ đưa ra các bài phát biểu từ nhà của mình trước báo chí) ở Indianapolis. Cleveland cũng tuân thủ truyền thống này và còn cấm Nội các của ông vận động tranh cử, để ứng cử viên Phó Tổng thống 75 tuổi Thurman làm mũi nhọn trong chiến dịch tranh cử của ông.

#### "Khối Năm người"
William Wade Dudley (1842–1909), một luật sư ở Indianapolis, là một nhà vận động không mệt mỏi và là công tố viên nhắm vào các gian lận bầu cử của đảng Dân chủ. Năm 1888, Benjamin Harrison bổ nhiệm Dudley làm Thủ quỹ Ủy ban toàn quốc Đảng Cộng hòa. Chiến dịch diễn ra khốc liệt nhất trong nhiều thập kỷ, thậm chí Indiana còn chia đều phiếu cho 2 ứng cử viên. Mặc dù Ủy ban toàn quốc không có nhiệm vụ can thiệp vào chính trị của bang, Dudley đã viết một lá thư gửi các chủ tịch quận của Indiana, yêu cầu họ "chia các công nhân thành những khối 5 người, và giao tiền cho một người đáng tin cậy để 'phụ trách' các khối 5 người này, và những người này phải chịu trách nhiệm rằng các công nhân không được bỏ phiếu cho bất kỳ ai ngoài Harrison." Dudley còn hứa sẽ chu cấp tiền đầy đủ. Tuy nhiên, ý định của ông đã phản tác dụng khi các đảng viên Đảng Dân chủ phát hiện ra bức thư và in ấn hàng trăm nghìn bản trên toàn quốc trong những ngày cuối cùng của chiến dịch. Với danh tiếng không mấy tốt đẹp của Dudley, rất ít người tin vào lời hứa của ông ta. Có khoảng vài nghìn công nhân ở Indiana—những người sẽ bán phiếu bầu của họ với giá 2 đô la. Tuy nhiên, họ luôn chia phiếu theo tỷ lệ 50-50 (tức 5.000-5.000 đô la) và rõ ràng không tác động rõ ràng đến cuộc bầu cử. Ý định này đã làm nhiều người nghĩ Tướng Harrison ngoan đạo đang cố gắng "mua" cuộc bầu cử, châm ngòi cho phong trào toàn quốc ủng hộ thay thế các lá phiếu do các đảng in và phân phát bằng các lá phiếu kín. 

#### Bức thư Murchison
Một đảng viên Đảng Cộng hòa ở California tên là George Osgoodby đã viết một lá thư cho Ngài Lionel Sackville-West, đại sứ Anh tại Hoa Kỳ, dưới tên giả là "Charles F. Murchison", tự mô tả mình là một người Anh trước đây, hiện là công dân của California và hỏi Sackville nên bỏ phiếu cho ứng cử viên nào trong cuộc bầu cử tổng thống sắp tới. Ngài Lionel đã đáp lại "bức thư Murchison" một cách thiếu thận trọng, gợi ý rằng Cleveland có lẽ là người tốt nhất theo quan điểm của người Anh.
Đảng Cộng hòa đã công bố lá thư này chỉ 2 tuần trước cuộc bầu cử, tác động trực tiếp đến các cử tri người Mỹ gốc Ireland, giống hệt như sai lầm "Rum, Romanism, and Rebellion" [Rượu rum, chủ nghĩa La Mã, và Nội chiến] của bản thân nó trong cuộc bầu cử trước; sau cùng đã làm Cleveland thua New York và Indiana (trực tiếp làm ông thất cử). Sackville-West sau đó bị cách chức đại sứ Anh.

## Kết quả

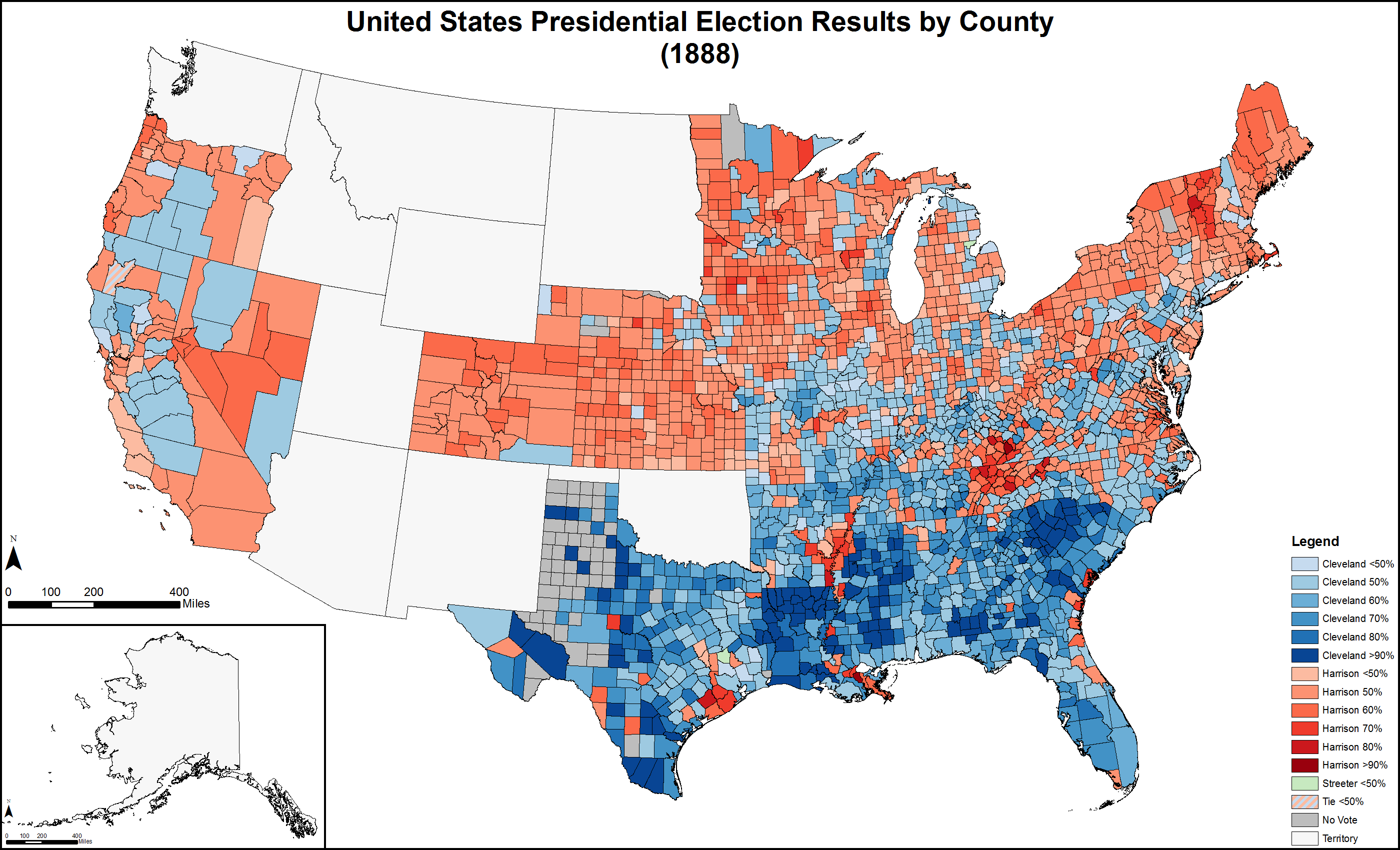
Kết quả theo quận, tô sắc theo phần trăm phiếu bầu của ứng cử viên giành chiến thắng. Màu Xanh lam dành cho Cleveland (Dân chủ), màu Đỏ dành cho Harrison (Cộng hòa) và màu Xanh lục dành cho Streeter (Công đoàn).

Cuộc bầu cử tập trung vào các bang dao động như New York, New Jersey, Connecticut và Indiana, quê hương của Harrison. Harrison và Cleveland mỗi người thắng 2 trong số 4 bang này, trong đó Harrison giành chiến thắng nhờ những gian lận khét tiếng ở New York và Indiana.  Đảng Cộng hòa giành chiến thắng tại 26 trong 44 thành phố lớn nhất bên ngoài miền Nam Hoa Kỳ.
Nếu Cleveland giành chiến thắng tại New York, bang quê hương của mình, thì ông ấy sẽ thắng phiếu đại cử tri với tỷ lệ số phiếu đại cử tri là 204-197 (trong khi chỉ cần có 201 phiếu đại cử tri để giành chiến thắng). Tuy nhiền điều này không xảy ra và Cleveland trở thành ứng cử viên thứ 3 trong số 5 ứng cử viên giành được số nhiều hoặc đa số tổng số phiếu phổ thông nhưng thất cử (Andrew Jackson năm 1824, Samuel J. Tilden năm 1876, Al Gore năm 2000 và Hillary Clinton năm 2016 ).
Cleveland đã vượt qua Harrison trong số phiếu phổ thông với cách biệt hơn 90.000 phiếu bầu (0,8%), mặc dù cách biệt này chỉ có được nhờ việc tước quyền bầu cử quy mô lớn và đàn áp hàng trăm nghìn cử tri da đen ở miền Nam.. Harrison đã thắng phiếu Đại cử tri đoàn với cách biệt 233-168, phần lớn nhờ chiến thắng với cách biệt 1,09% ở New York, quê hương của Cleveland.
4 tiểu bang có người chiến thắng giành được ít hơn 1% số phiếu phổ thông. Cleveland đã kiếm được 24 phiếu đại cử tri từ các bang mà ông có cách biệt ít hơn 1%: Connecticut, Virginia và Tây Virginia. Harrison đã kiếm được 15 phiếu đại cử tri từ 1 bang mà ông có cách biệt ít hơn 1%: Indiana. Harrison đã thắng New York (có 36 phiếu đại cử tri) với cách biệt lệ 1,09%. Bất chấp cách biệt chênh lệch ở một số bang, chỉ có 2 bang đổi đảng thắng so với cuộc bầu cử tổng thống đầu tiên của Cleveland (New York và Indiana).
Trong số 2.450 quận/thành phố độc lập, Cleveland dẫn đầu 1.290 (52,65%) trong khi Harrison dẫn đầu 1.157 (47,22%). 2 quận (0,08%) do Streeter thắng trong khi 1 quận (0,04%) ở California chia đều giữa Cleveland và Harrison.
Khi rời Nhà Trắng vào tháng 3 năm 1889, Đệ nhất Phu nhân Frances Cleveland được cho là đã yêu cầu các nhân viên Nhà Trắng chăm sóc tòa nhà cẩn thận vì gia đình Cleveland sẽ trở lại sau 4 năm nữa. Lịch sử đã chứng minh điều này đúng khi Cleveland thắng cử vào năm 1892, đưa nhà Cleveland trở lại Nhà Trắng, Grover Cleveland trở thành Tổng thống duy nhất có 2 nhiệm kỳ không liên tiếp trong khi vợ ông, Frances, trở thành Đẹ nhất Phu nhân duy nhất có 2 nhiệm kỳ liên tiếp.
Đây là lần cuối cùng mà đảng Cộng hòa giành được Colorado và Nevada cho đến năm 1904. Đây cũng là cuộc bầu cử cuối cùng cho đến năm 1968, Quận Coös ở New Hampshire không bầu cho ứng cử viên giành chiến thắng. Đây là lần đầu tiên trong lịch sử Hoa Kỳ, một đảng thua cuộc trong nỗ lực tái tranh cử sau chỉ 1 nhiệm kỳ 4 năm; điều này sẽ xảy ra một lần nữa vào năm 1892, nhưng không xảy ra đối với Đảng Dân chủ cho đến năm 1980.
| Ứng cử viên Tổng thống                 | Đảng                           | Bang nhà                       | Phiếu Phổ thông                | Phiếu Phổ thông                | Phiếu Đại cử tri | Đồng tranh cử              | Đồng tranh cử | Đồng tranh cử    |
| Ứng cử viên Tổng thống                 | Đảng                           | Bang nhà                       | Số phiếu                       | %                              | Phiếu Đại cử tri | Ứng cử viên Phó Tổng thống | Bang nhà      | Phiếu Đại cử tri |
| -------------------------------------- | ------------------------------ | ------------------------------ | ------------------------------ | ------------------------------ | ---------------- | -------------------------- | ------------- | ---------------- |
| Benjamin Harrison                      | Cộng hòa                       | Indiana                        | 5,443,892                      | 47.80%                         | 233              | Levi Parsons Morton        | New York      | 233              |
| Stephen Grover Cleveland (đương nhiệm) | Dân chủ                        | New York                       | 5,534,488                      | 48.63%                         | 168              | Allen Granberry Thurman    | Ohio          | 168              |
| Clinton Bowen Fisk                     | Cấm rượu                       | New Jersey                     | 249,819                        | 2.20%                          | 0                | John Anderson Brooks       | Missouri      | 0                |
| Alson Jenness Streeter                 | Công đoàn Lao động             | Illinois                       | 146,602                        | 1.31%                          | 0                | Charles E. Cunningham      | Arkansas      | 0                |
| Khác                                   | Khác                           | Khác                           | 8,519                          | 0.07%                          | —                | Khác                       | Khác          | —                |
| Tổng cộng                              | Tổng cộng                      | Tổng cộng                      | 11,383,320                     | 100%                           | 401              |                            |               | 401              |
| Cần thiết để giành chiến thắng         | Cần thiết để giành chiến thắng | Cần thiết để giành chiến thắng | Cần thiết để giành chiến thắng | Cần thiết để giành chiến thắng | 201              |                            |               | 201              |

| \| Phiếu Phổ thông \| Phiếu Phổ thông \| Phiếu Phổ thông \| Phiếu Phổ thông \| Phiếu Phổ thông \| \| --------------- \| --------------- \| --------------- \| --------------- \| --------------- \| \| \| \| \| \| \| \| Cleveland \| Cleveland \| \| 48.63% \| 48.63% \| \| Harrison \| Harrison \| \| 47.80% \| 47.80% \| \| Fisk \| Fisk \| \| 2.20% \| 2.20% \| \| Streeter \| Streeter \| \| 1.31% \| 1.31% \| \| Khác \| Khác \| \| 0.21% \| 0.21% \| |           |  |        |        |
| Phiếu Phổ thông |           |  |        |        |
| |           |  |        |        |
| Cleveland | Cleveland |  | 48.63% | 48.63% |
| Harrison | Harrison  |  | 47.80% | 47.80% |
| Fisk | Fisk      |  | 2.20%  | 2.20%  |
| Streeter | Streeter  |  | 1.31%  | 1.31%  |
| Khác | Khác      |  | 0.21%  | 0.21%  |

| \| Phiếu Đại cử tri \| Phiếu Đại cử tri \| Phiếu Đại cử tri \| Phiếu Đại cử tri \| Phiếu Đại cử tri \| \| ---------------- \| ---------------- \| ---------------- \| ---------------- \| ---------------- \| \| \| \| \| \| \| \| Harrison \| Harrison \| \| 58.10% \| 58.10% \| \| Cleveland \| Cleveland \| \| 41.90% \| 41.90% \| |           |  |        |        |
| Phiếu Đại cử tri |           |  |        |        |
| |           |  |        |        |
| Harrison | Harrison  |  | 58.10% | 58.10% |
| Cleveland | Cleveland |  | 41.90% | 41.90% |

### Thư viện Kết quả

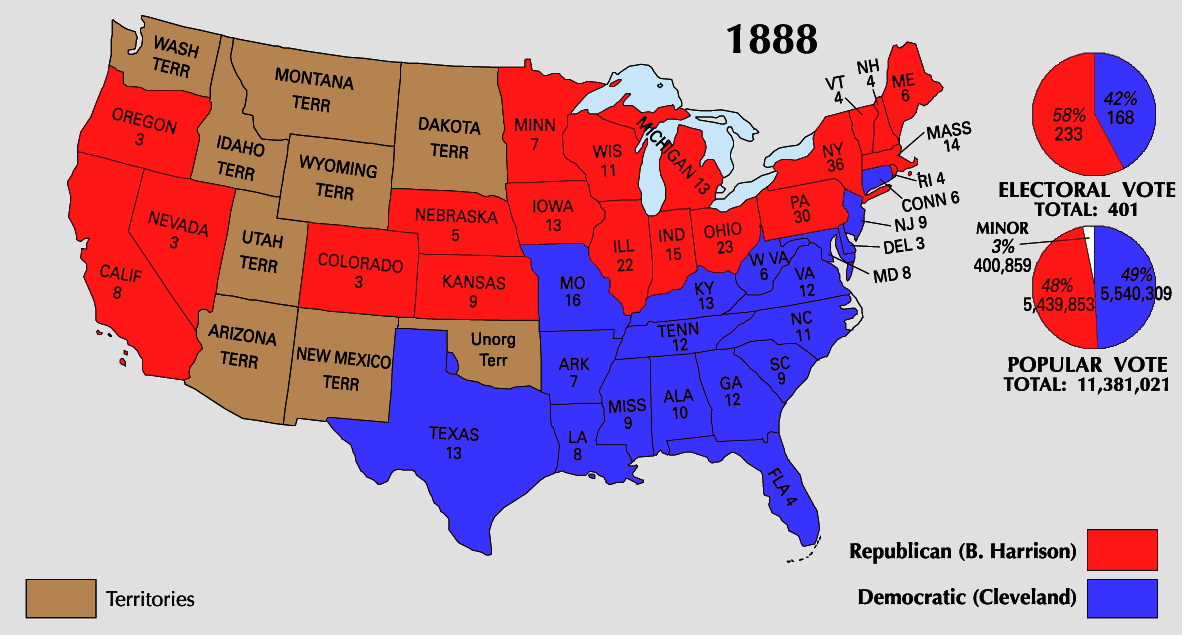
Kết quả Bầu cử chi tiết

Kết quả theo quận, được tô sắc theo phần trăm phiếu bầu

#### Kết quả theo bản đồ

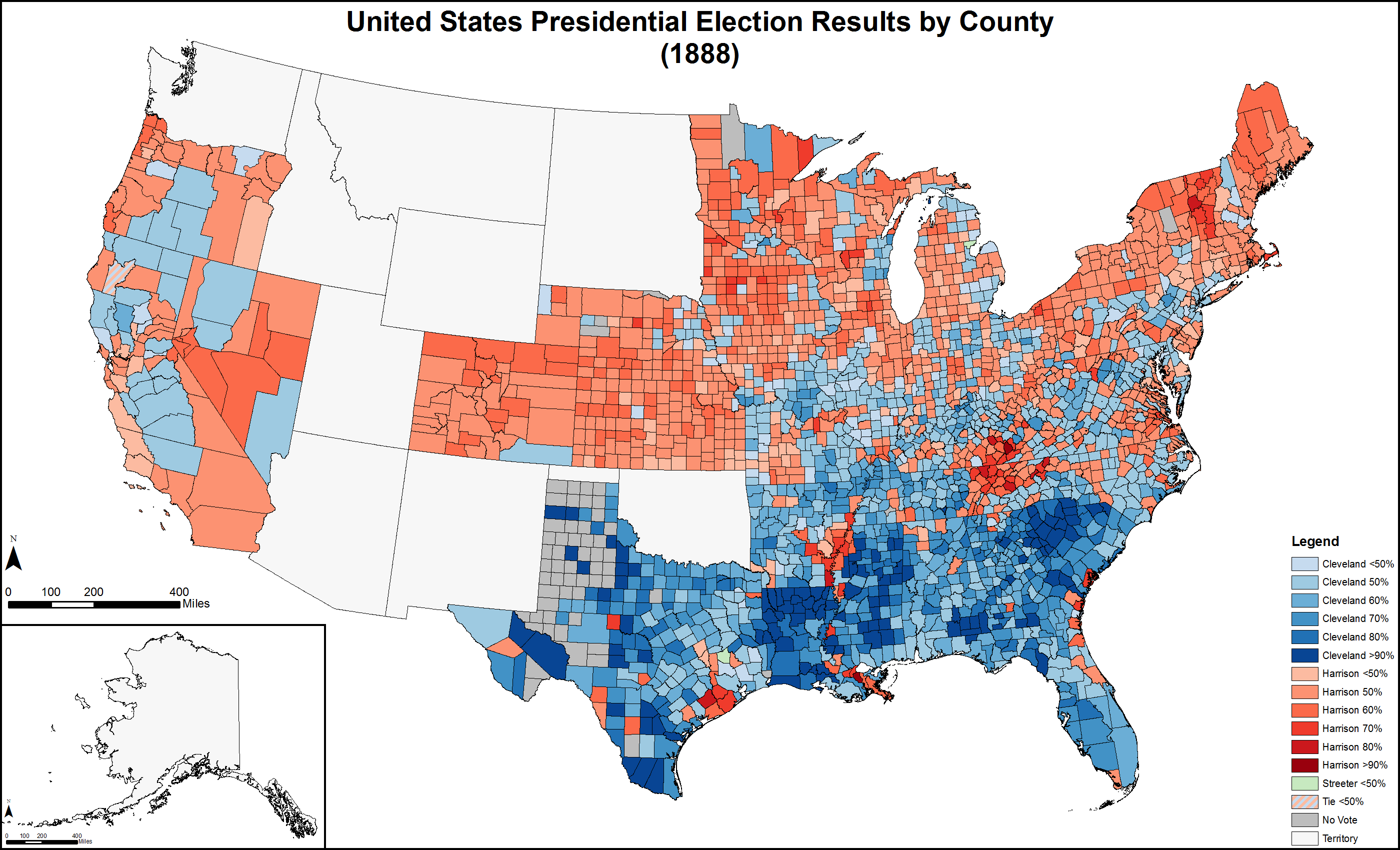
Kết quả theo quận
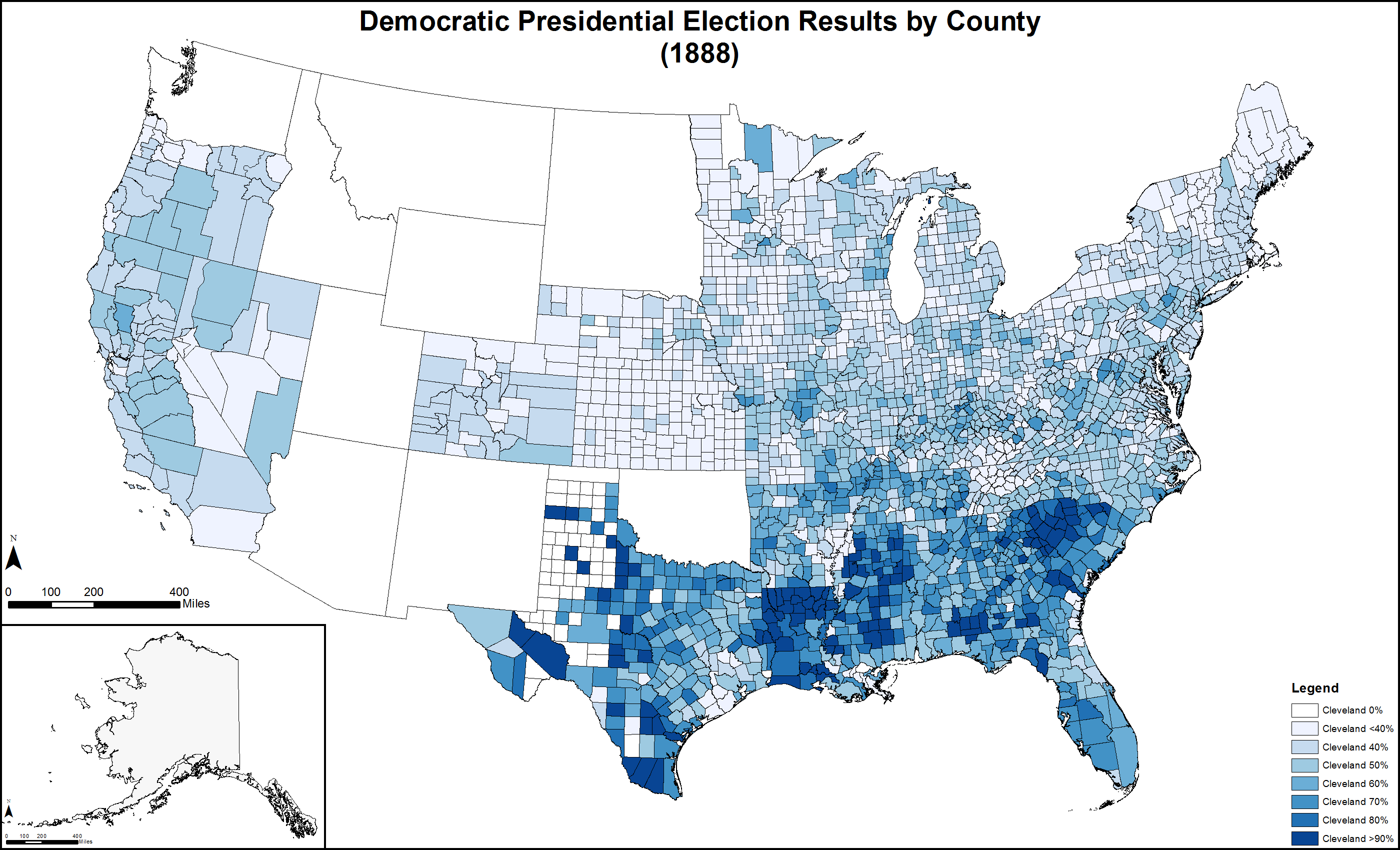
Quận bầu cho Đảng Dân chủ, được tô sắc theo phần trăm phiếu bầu
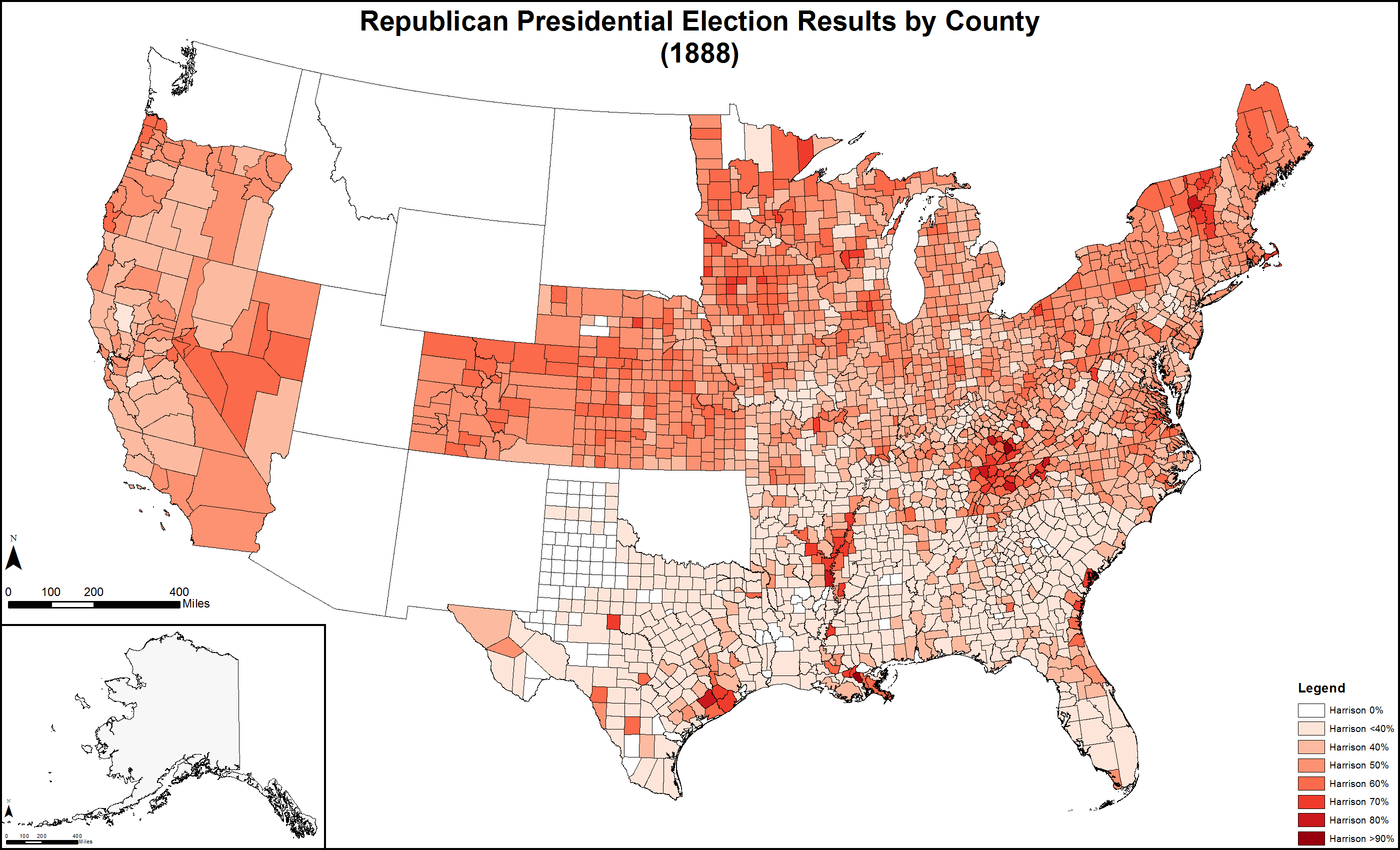
Quận bầu cho Đảng Cộng hòa, được tô sắc theo phần trăm phiếu bầu
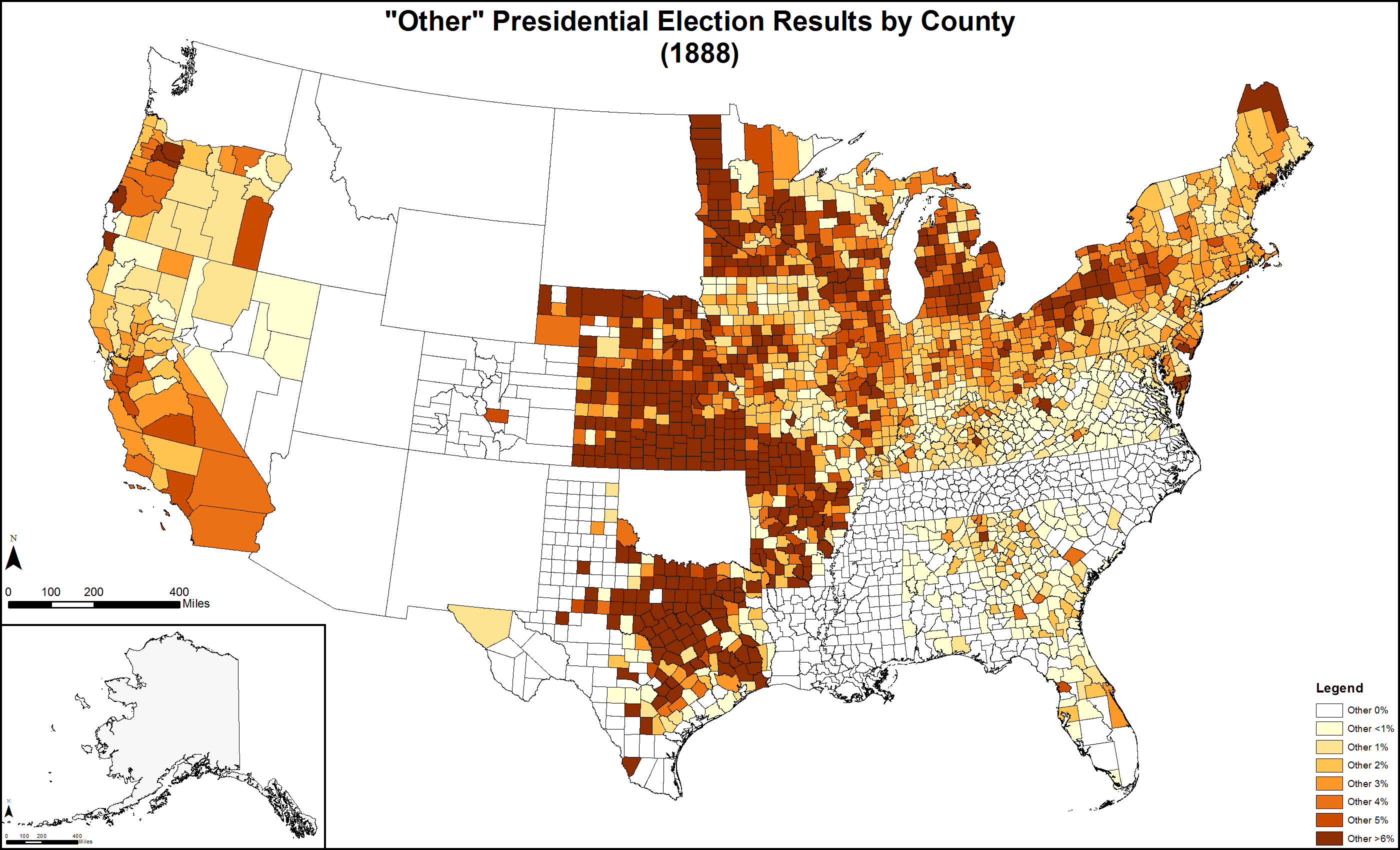
Quận bầu cho ứng cử viên "Khác", được tô sắc theo phần trăm phiếu bầu
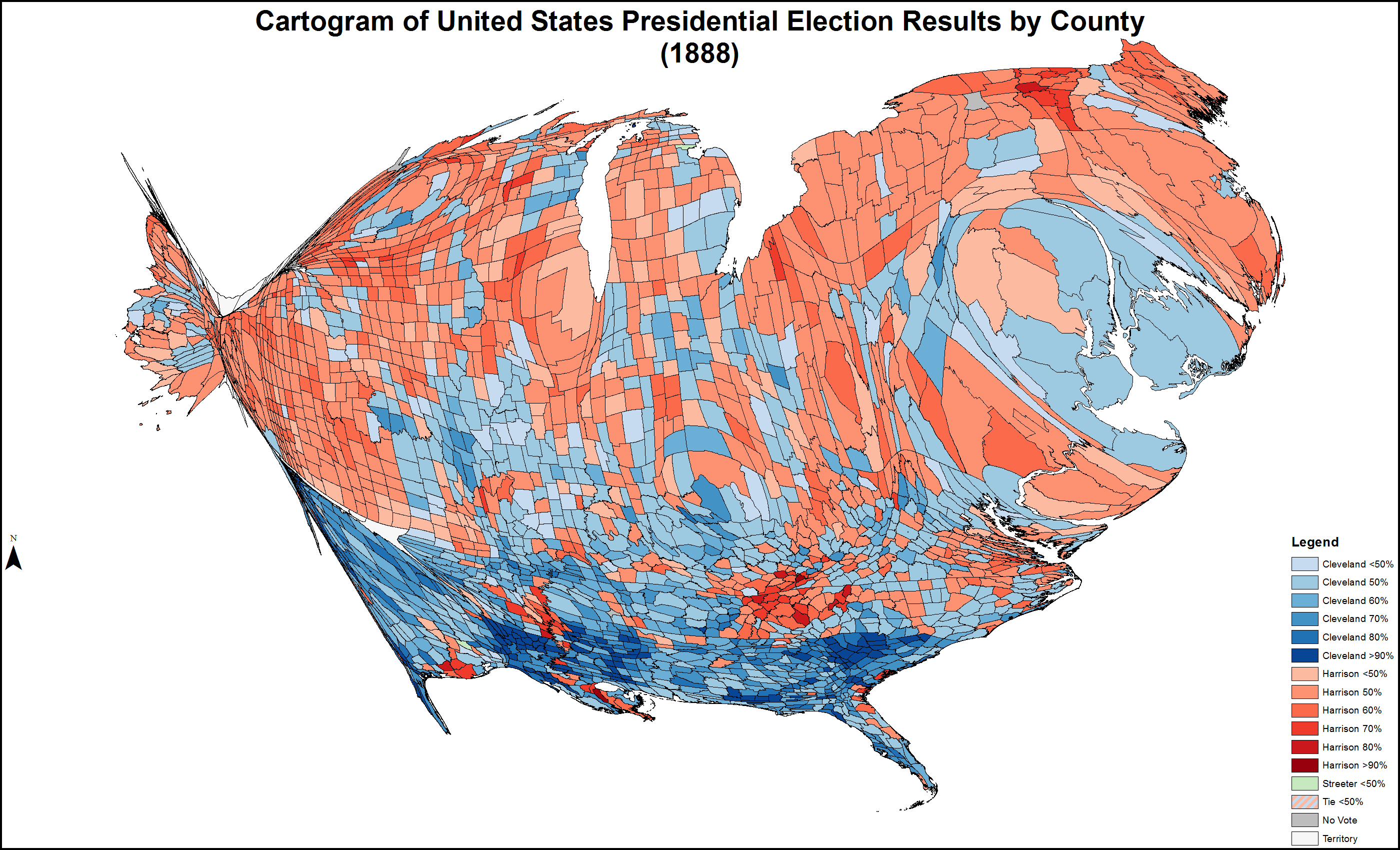
Tích đồ biểu thị kết quả theo quận
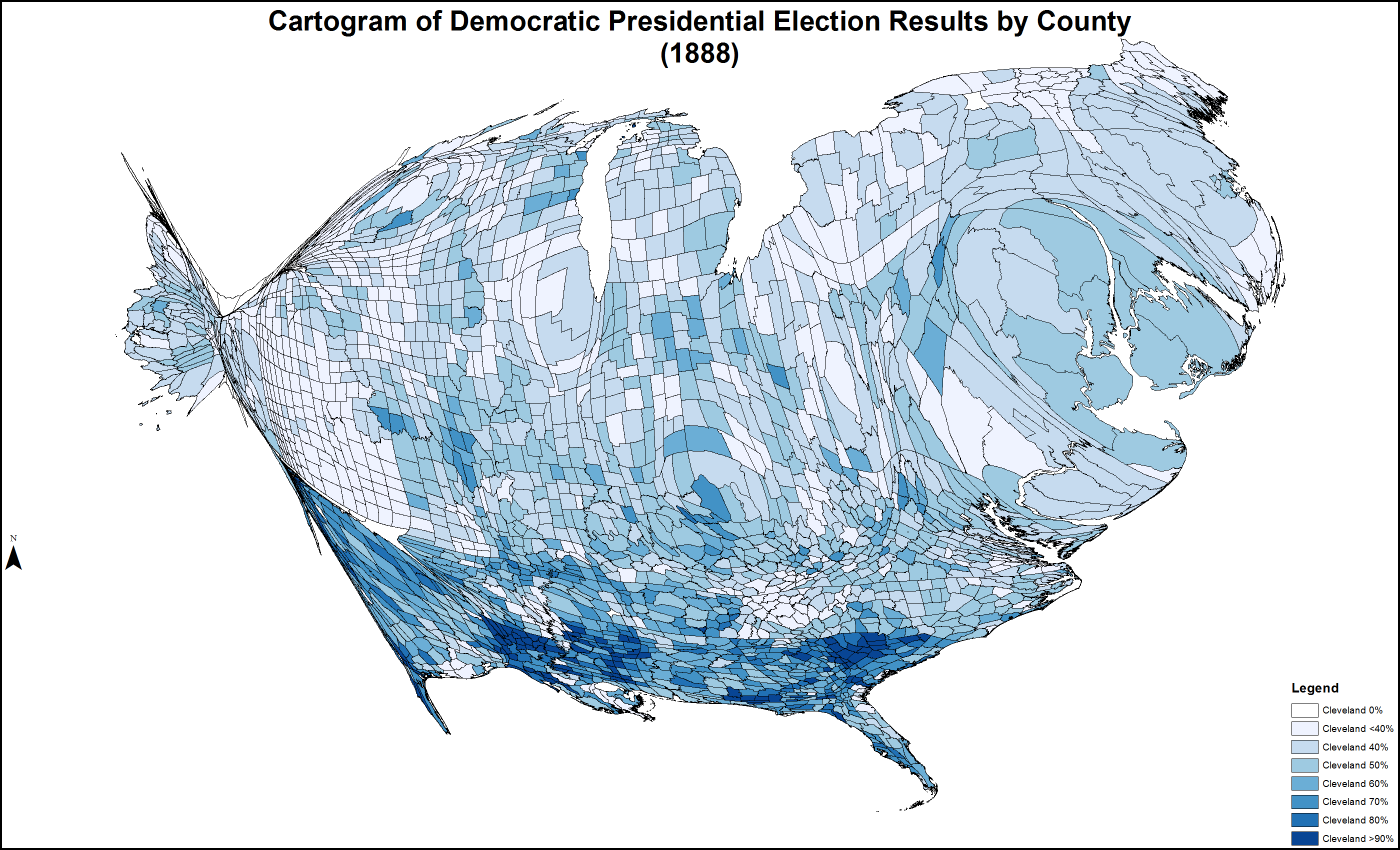
Tích đồ biểu thị quận bầu cho Đảng Dân chủ
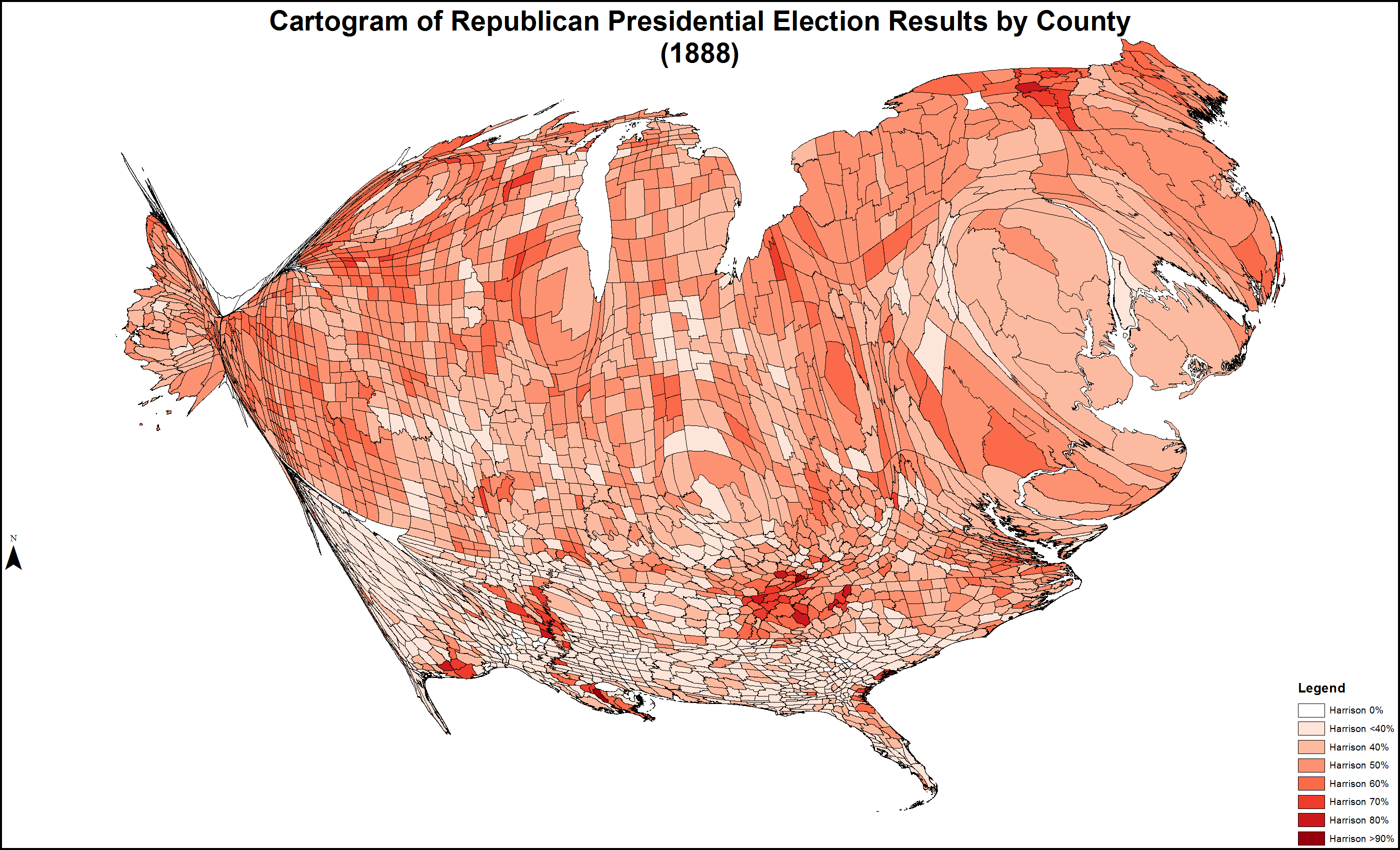
Tích đồ biểu thị quận bầu cho Đảng Cộng hòa
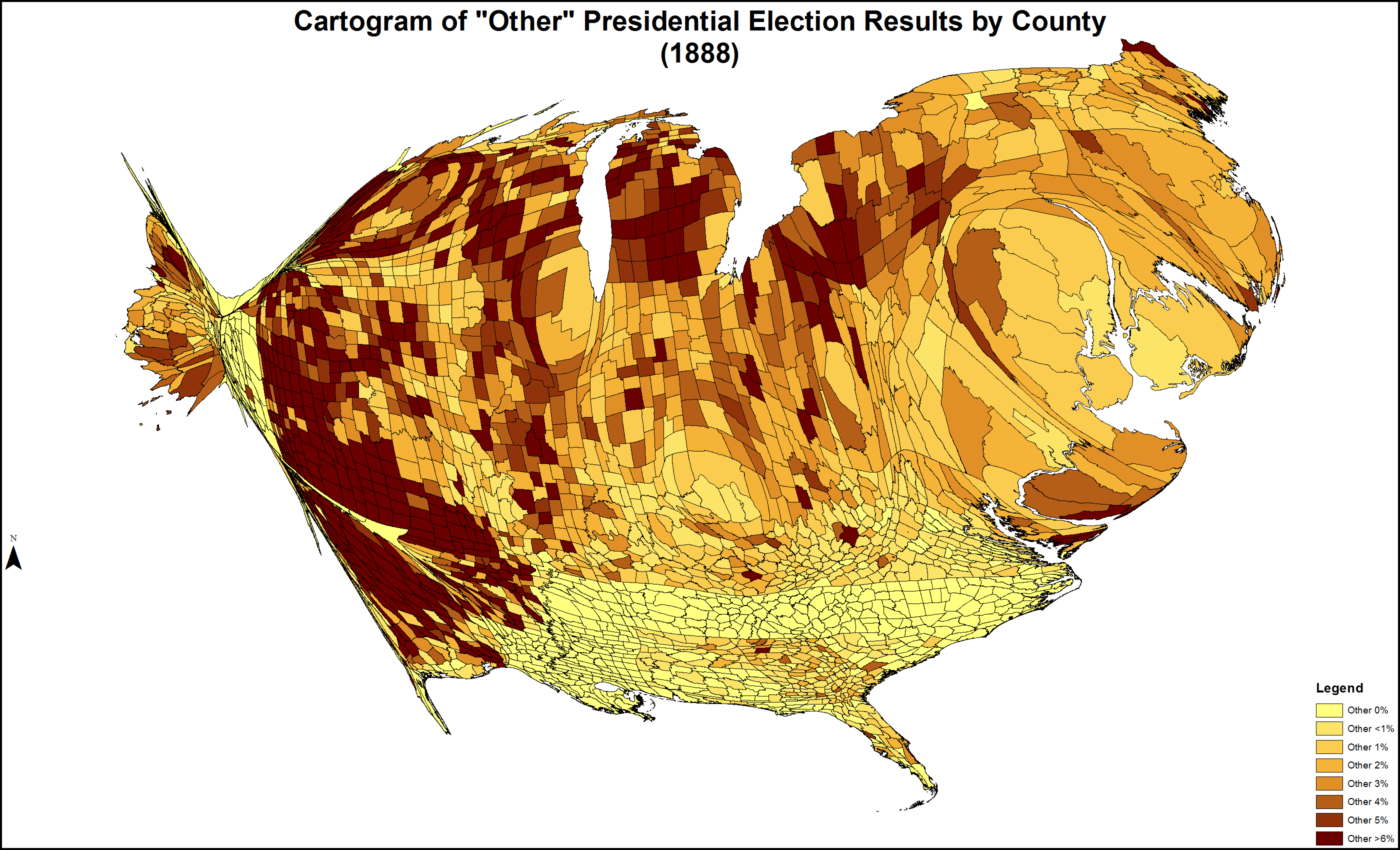
Tích đồ biểu thị quận bầu cho ứng cử viên "Khác"

### Kết quả theo tiểu bang
Nguồn: Dữ liệu từ Walter Dean Burnham, Presidential ballots, 1836–1892 (Johns Hopkins University Press, 1955) pp 247–57.
| Bang/Quận bầu cho Cleveland/Thurman |
| Bang/Quận bầu cho Harrison/Morton   |

|                |                  | Grover Cleveland Dân chủ | Grover Cleveland Dân chủ | Grover Cleveland Dân chủ | Benjamin Harrison Cộng hòa | Benjamin Harrison Cộng hòa | Benjamin Harrison Cộng hòa | Clinton Fisk Cấm rượu | Clinton Fisk Cấm rượu | Clinton Fisk Cấm rượu | Alson Streeter Công đoàn | Alson Streeter Công đoàn | Alson Streeter Công đoàn | Cách biệt | Cách biệt | Tổng cộng  | Tổng cộng |
| Tiểu bang      | phiếu đại cử tri | #                        | %                        | phiếu đại cử tri         | #                          | %                          | phiếu đại cử tri           | #                     | %                     | phiếu đại cử tri      | #                        | %                        | phiếu đại cử tri         | #         | %         | #          |           |
| -------------- | ---------------- | ------------------------ | ------------------------ | ------------------------ | -------------------------- | -------------------------- | -------------------------- | --------------------- | --------------------- | --------------------- | ------------------------ | ------------------------ | ------------------------ | --------- | --------- | ---------- | --------- |
| Alabama        | 10               | 117,314                  | 67.00                    | 10                       | 57,177                     | 32.66                      | -                          | 594                   | 0.34                  | -                     | -                        | -                        | -                        | -60,137   | -34.35    | 175,085    | AL        |
| Arkansas       | 7                | 86,062                   | 54.80                    | 7                        | 59,752                     | 38.04                      | -                          | 614                   | 0.39                  | -                     | 10,630                   | 6.77                     | -                        | -26,310   | -16.75    | 157,058    | AR        |
| California     | 8                | 117,729                  | 46.84                    | -                        | 124,816                    | 49.66                      | 8                          | 5,761                 | 2.29                  | -                     | -                        | -                        | -                        | 7,087     | 2.82      | 251,339    | CA        |
| Colorado       | 3                | 37,549                   | 40.84                    | -                        | 50,772                     | 55.22                      | 3                          | 2,182                 | 2.37                  | -                     | 1,266                    | 1.38                     | -                        | 13,223    | 14.38     | 91,946     | CO        |
| Connecticut    | 6                | 74,920                   | 48.66                    | 6                        | 74,584                     | 48.44                      | -                          | 4,234                 | 2.75                  | -                     | 240                      | 0.16                     | -                        | -336      | -0.22     | 153,978    | CT        |
| Delaware       | 3                | 16,414                   | 55.15                    | 3                        | 12,950                     | 43.51                      | -                          | 399                   | 1.34                  | -                     | -                        | -                        | -                        | -3,464    | -11.64    | 29,764     | DE        |
| Florida        | 4                | 39,557                   | 59.48                    | 4                        | 26,529                     | 39.89                      | -                          | 414                   | 0.62                  | -                     | -                        | -                        | -                        | -13,028   | -19.59    | 66,500     | FL        |
| Georgia        | 12               | 100,493                  | 70.31                    | 12                       | 40,499                     | 28.33                      | -                          | 1,808                 | 1.26                  | -                     | 136                      | 0.10                     | -                        | -59,994   | -41.97    | 142,936    | GA        |
| Illinois       | 22               | 348,351                  | 46.58                    | -                        | 370,475                    | 49.54                      | 22                         | 21,703                | 2.90                  | -                     | 7,134                    | 0.95                     | -                        | 22,124    | 2.96      | 747,813    | IL        |
| Indiana        | 15               | 261,013                  | 48.61                    | -                        | 263,361                    | 49.05                      | 15                         | 9,881                 | 1.84                  | -                     | 2,694                    | 0.50                     | -                        | 2,348     | 0.44      | 536,949    | IN        |
| Iowa           | 13               | 179,877                  | 44.51                    | -                        | 211,603                    | 52.36                      | 13                         | 3,550                 | 0.88                  | -                     | 9,105                    | 2.25                     | -                        | 31,726    | 7.85      | 404,135    | IA        |
| Kansas         | 9                | 102,745                  | 31.03                    | -                        | 182,904                    | 55.23                      | 9                          | 6,779                 | 2.05                  | -                     | 37,788                   | 11.41                    | -                        | 80,159    | 24.21     | 331,149    | KS        |
| Kentucky       | 13               | 183,830                  | 53.30                    | 13                       | 155,138                    | 44.98                      | -                          | 5,223                 | 1.51                  | -                     | 677                      | 0.20                     | -                        | -28,692   | -8.32     | 344,868    | KY        |
| Louisiana      | 8                | 85,032                   | 73.37                    | 8                        | 30,660                     | 26.46                      | -                          | 160                   | 0.14                  | -                     | 39                       | 0.03                     | -                        | -54,372   | -46.92    | 115,891    | LA        |
| Maine          | 6                | 50,472                   | 39.35                    | -                        | 73,730                     | 57.49                      | 6                          | 2,691                 | 2.10                  | -                     | 1,344                    | 1.05                     | -                        | 23,258    | 18.13     | 128,253    | ME        |
| Maryland       | 8                | 106,188                  | 50.34                    | 8                        | 99,986                     | 47.40                      | -                          | 4,767                 | 2.26                  | -                     | -                        | -                        | -                        | -6,202    | -2.94     | 210,941    | MD        |
| Massachusetts  | 14               | 151,590                  | 44.04                    | -                        | 183,892                    | 53.42                      | 14                         | 8,701                 | 2.53                  | -                     | -                        | -                        | -                        | 32,302    | 9.38      | 344,243    | MA        |
| Michigan       | 13               | 213,469                  | 44.91                    | -                        | 236,387                    | 49.73                      | 13                         | 20,945                | 4.41                  | -                     | 4,555                    | 0.96                     | -                        | 22,918    | 4.82      | 475,356    | MI        |
| Minnesota      | 7                | 104,385                  | 39.65                    | -                        | 142,492                    | 54.12                      | 7                          | 15,311                | 5.82                  | -                     | 1,097                    | 0.42                     | -                        | 38,107    | 14.47     | 263,285    | MN        |
| Mississippi    | 9                | 85,451                   | 73.80                    | 9                        | 30,095                     | 25.99                      | -                          | 240                   | 0.21                  | -                     | -                        | -                        | -                        | -55,356   | -47.81    | 115,786    | MS        |
| Missouri       | 16               | 261,943                  | 50.24                    | 16                       | 236,252                    | 45.31                      | -                          | 4,539                 | 0.87                  | -                     | 18,626                   | 3.57                     | -                        | -25,691   | -4.93     | 521,360    | MO        |
| Nebraska       | 5                | 80,552                   | 39.75                    | -                        | 108,425                    | 53.51                      | 5                          | 9,429                 | 4.65                  | -                     | 4,226                    | 2.09                     | -                        | 27,873    | 13.76     | 202,632    | NE        |
| Nevada         | 3                | 5,149                    | 41.94                    | -                        | 7,088                      | 57.73                      | 3                          | 41                    | 0.33                  | -                     | -                        | -                        | -                        | 1,939     | 15.79     | 12,278     | NV        |
| New Hampshire  | 4                | 43,456                   | 47.84                    | -                        | 45,728                     | 50.34                      | 4                          | 1,593                 | 1.75                  | -                     | -                        | -                        | -                        | 2,272     | 2.50      | 90,835     | NH        |
| New Jersey     | 9                | 151,508                  | 49.87                    | 9                        | 144,360                    | 47.52                      | -                          | 7,933                 | 2.61                  | -                     | -                        | -                        | -                        | -7,148    | -2.35     | 303,801    | NJ        |
| New York       | 36               | 635,965                  | 48.19                    | -                        | 650,338                    | 49.28                      | 36                         | 30,231                | 2.29                  | -                     | 627                      | 0.05                     | -                        | 14,373    | 1.09      | 1,319,748  | NY        |
| North Carolina | 11               | 147,902                  | 51.79                    | 11                       | 134,784                    | 47.20                      | -                          | 2,840                 | 0.99                  | -                     | -                        | -                        | -                        | -13,118   | -4.59     | 285,563    | NC        |
| Ohio           | 23               | 396,455                  | 47.18                    | -                        | 416,054                    | 49.51                      | 23                         | 24,356                | 2.90                  | -                     | 3,496                    | 0.42                     | -                        | 19,599    | 2.33      | 840,361    | OH        |
| Oregon         | 3                | 26,522                   | 42.88                    | -                        | 33,291                     | 53.82                      | 3                          | 1,677                 | 2.71                  | -                     | -                        | -                        | -                        | 6,769     | 10.94     | 61,853     | OR        |
| Pennsylvania   | 30               | 446,633                  | 44.77                    | -                        | 526,091                    | 52.74                      | 30                         | 20,947                | 2.10                  | -                     | 3,873                    | 0.39                     | -                        | 79,458    | 7.97      | 997,568    | PA        |
| Rhode Island   | 4                | 17,530                   | 42.99                    | -                        | 21,969                     | 53.88                      | 4                          | 1,251                 | 3.07                  | -                     | 18                       | 0.04                     | -                        | 4,439     | 10.89     | 40,775     | RI        |
| South Carolina | 9                | 65,824                   | 82.28                    | 9                        | 13,736                     | 17.17                      | -                          | -                     | -                     | -                     | -                        | -                        | -                        | -52,088   | -65.11    | 79,997     | SC        |
| Tennessee      | 12               | 158,699                  | 52.26                    | 12                       | 138,978                    | 45.76                      | -                          | 5,969                 | 1.97                  | -                     | 48                       | 0.02                     | -                        | -19,721   | -6.49     | 303,694    | TN        |
| Texas          | 13               | 234,883                  | 65.70                    | 13                       | 88,422                     | 24.73                      | -                          | 4,749                 | 1.33                  | -                     | 29,459                   | 8.24                     | -                        | -146,461  | -40.97    | 357,513    | TX        |
| Vermont        | 4                | 16,788                   | 25.65                    | -                        | 45,192                     | 69.05                      | 4                          | 1,460                 | 2.23                  | -                     | 1,977                    | 3.02                     | -                        | 28,404    | 43.40     | 65,452     | VT        |
| Virginia       | 12               | 152,004                  | 49.99                    | 12                       | 150,399                    | 49.46                      | -                          | 1,684                 | 0.55                  | -                     | -                        | -                        | -                        | -1,605    | -0.53     | 304,087    | VA        |
| West Virginia  | 6                | 78,677                   | 49.35                    | 6                        | 78,171                     | 49.03                      | -                          | 1,084                 | 0.68                  | -                     | 1,508                    | 0.95                     | -                        | -506      | -0.32     | 159,440    | WV        |
| Wisconsin      | 11               | 155,232                  | 43.77                    | -                        | 176,553                    | 49.79                      | 11                         | 14,277                | 4.03                  | -                     | 8,552                    | 2.41                     | -                        | 21,321    | 6.01      | 354,614    | WI        |
| TỔNG CỘNG:     | 401              | 5,538,163                | 48.63                    | 168                      | 5,443,633                  | 47.80                      | 233                        | 250,017               | 2.20                  | -                     | 149,115                  | 1.31                     | -                        | -94,530   | -0.83     | 11,388,846 | US        |

### Tiểu bang sít sao
Các bang có cách biệt chiến thắng dưới 1% (39 phiếu đại cử tri):
1. Connecticut, 0,22% (336 phiếu)
2. Tây Virginia, 0,32% (506 phiếu)
3. Indiana, 0,44% (2.348 phiếu)
4. Virginia, 0,53% (1.605 phiếu)

Các bang có cách biệt chiến thắng giữa 1% và 5% (150 phiếu đại cử tri):
1. New York, 1,09% (14.373 phiếu)
2. Ohio, 2,33% (19.599 phiếu)
3. New Jersey, 2,35% (7.148 phiếu)
4. New Hampshire, 2,50% (2.272 phiếu)
5. California, 2,82% (7.087 phiếu)
6. Maryland, 2,94% (6.202 phiếu)
7. Illinois, 2,96% (22.124 phiếu)
8. Bắc Carolina, 4,59% (13.118 phiếu)
9. Michigan, 4,82% (22.918 phiếu)
10. Missouri, 4,93% (25.691 phiếu)

Các bang có cách biệt chiến thắng giữa 5% và 10% (93 phiếu đại cử tri):
1. Wisconsin, 6,01% (21.321 phiếu)
2. Tennessee, 6,49% (19.721 phiếu)
3. Iowa, 7,85% (31.726 phiếu)
4. Pennsylvania, 7,97% (79.458 phiếu)
5. Kentucky, 8,32% (28.692 phiếu)
6. Massachusetts, 9,38% (32.302 phiếu)

## Trong văn hóa đại chúng

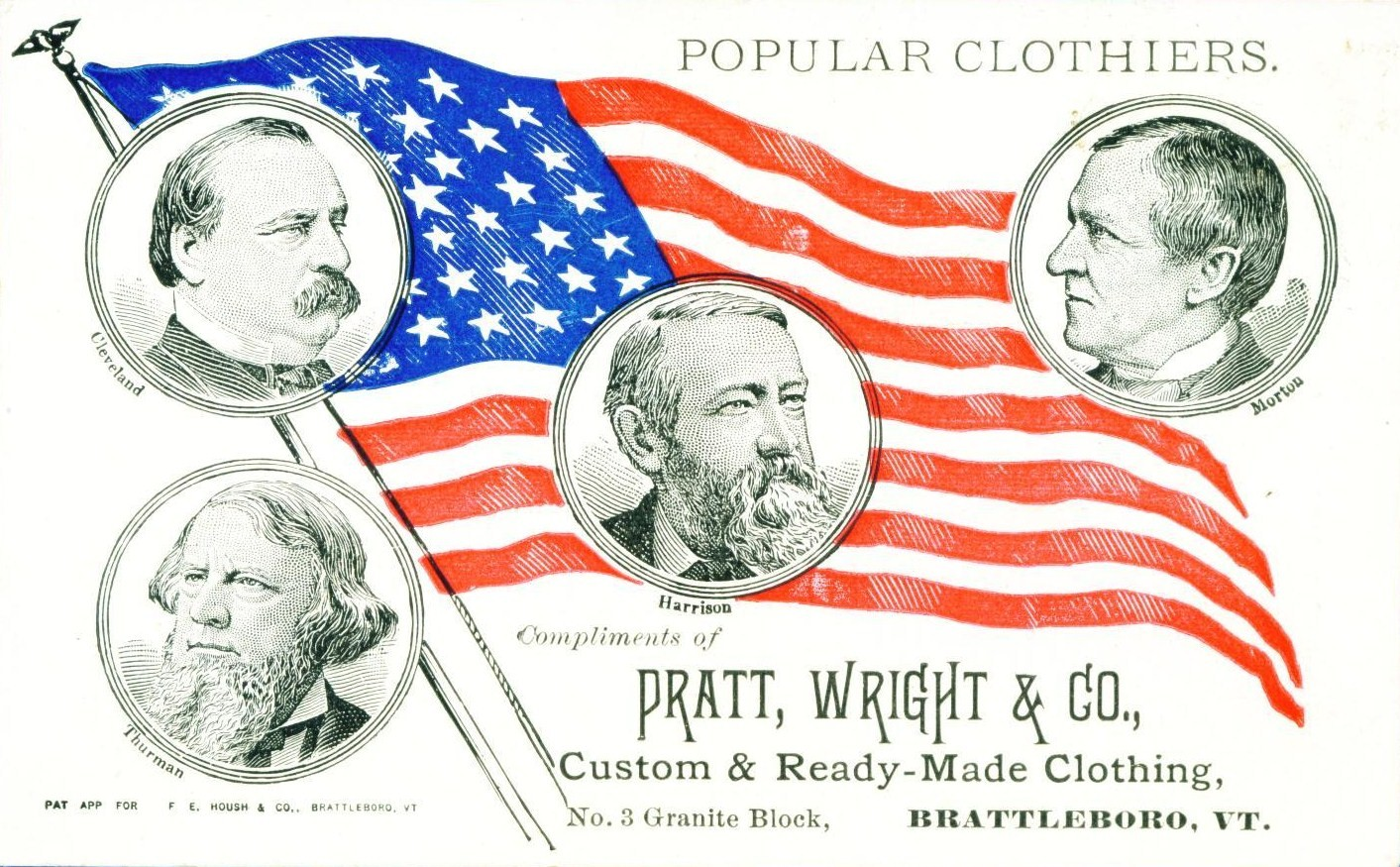
Tờ quảng cáo kinh doanh với chủ đề bầu cử

Năm 1968, Công ty Michael P. Antoine sản xuất bộ phim ca nhạc của Công ty Walt Disney The One and Only, Genuine, Original Family Band xoay quanh cuộc bầu cử năm 1888 và việc kết nạp và chia nhỏ Lãnh thổ Dakota thành các bang (vốn là vấn đề chính của các cuộc bầu cử).